# Узкорылая пуголовка
Узкорылая пуголовка (лат. Benthophilus leptorhynchus) — вид лучепёрых рыб из семейства бычковых. Эндемик Каспийского моря, морской глубоководный вид.

## Описание
Длина тела до 4,0 см. Тело спереди уплощённое. Голова крупная широкая. Чешуя заменена покровными костными образованиями. Жаберная щель маленькая. Плавательный пузырь отсутствует. Грудные плавники без свободных лучей. Хвостовой стебель укороченный; высота хвостового стебля в 1,8-2,2 раза меньше его длины.

## Ареал и местообитание
Эндемик Каспийского моря. Морской глубоководный вид, встречается от устья Сулака на западе Среднего Каспия до Баку. Обитает на глубине 40-150 м на участках моря с солёностью 10-13,5‰.